# John Leland
John Leland (13 de septiembre de 1506, Londres - † 18 de abril de 1552) fue un anticuario, humanista, helenista e historiador inglés del Renacimiento. Se le ha solido denominar "Padre de la historia local inglesa". En su Itinerario introdujo el shire o condado como unidad fundamental para estudiar la Historia de Inglaterra, idea que se mantuvo posteriormente.

## Biografía
Nacido en Londres un trece de septiembre de 1502 según unos o de 1506 según otros, estudió con William Lilye -primer rector de la Escuela de San Pablo - y gracias a una donación generosa de Thomas Myles los prosiguió en el Christ's College de Cambridge hasta 1521. Aún siguió estudiando en el All Souls College de Oxford interesándose particularmente en la lengua griega. Viajó a París para continuar su formación con François Dubois y conoció a otros eruditos de su tiempo. Concluyó sus estudios de latín y griego y aprendió otras lenguas posteriormente.
De vuelta a Inglaterra, Leland trabajó como tutor de Lord Thomas Howard, hijo del III duque de Norfolk y luego de Francis Hastings, quien habrá de ser más tarde Conde de Huntingdon. Se ordenó sacerdote y fue nombrado capellán de Enrique VIII, quien le proporcionó el pastorado de Peuplingues en Calais. Fue igualmente nombrado custodio de la Biblioteca Real con el título de "Anticuario real" (Royal Antiquary). Leland es, por otra parte, el único personaje que ha llevado jamás este título.
En 1533, el monarca le ordenó purgar todas las bibliotecas de catedrales, abadías, prioratos y colegios ingleses, así como cualquier otro lugar donde pudiesen existir documentos y objetos relativos a la Antigüedad.
«Antes de Leland, los monumentos literarios antiguos no eran apenas estudiados, y los estudiosos de Alemania, al corriente de esta indiferencia, entraban en nuestras bibliotecas sin pena de ser molestados y arrancaban capítulos de libros antiguos allí depositados que juzgaban apropiados y los publicaban ulteriormente como reliquia de literatura antigua de su propio país.»
Dedicó a estas investigaciones seis años de 1540 a 1546 viajando por Inglaterra visitando ruinas de edificios antiguos y monumentos de toda suerte. Terminados sus trabajos, presentó sus resultados al rey con el título de New Year's Gift for Henry VIII:
«I have so traviled yn your dominions booth by the se costes and the midle partes, sparing nother labor nor costes, by the space of these vi. yeres paste, that there is almoste nother cape, nor bay, haven, creke or peers, river or confluence of rivers, breches, watchies, lakes, meres, fenny waters, montagnes, valleis, mores, hethes, forestes, chases wooddes, cities, burges, castelles, principale manor placis, monasteries, and colleges, but I have seene them; and notid yn so doing a hole worlde of thinges very memorable.»
En 1906, la versión impresa de este Itinerario se componía de cinco volúmenes. Tras la disolución de los monasterios, Leland pidió al secretario de estado Thomas Cromwell que le ayudase a recuperar los manuscritos que se encontraban en ellos y los enviara a la Biblioteca Real. En 1542, Enrique VIII ofreció el próspero pastorado de Haseley en Oxfordshire; un año más tarde lo nombró canónigo del King's College (hoy en día Christ Church, en Oxford) y en la misma época obtuvo una prebenda en la iglesia de Sarum. Leland se ausentaba con frecuencia de sus tierras y disponía de tiempo sobrado para consagrarse a sus placeres. Se retiró con sus libros y colaciones a su casa en la parroquia de Saint Michael, Cheapside, Londres, donde proyectaba continuar su Itinerario con una historia dividida en «tantos libros como shires existen en Inglaterra y grandes dominios en el País de Gales.» Sin embargo este trabajo quedó inacabado y, según testimonio de sus contemporáneos, perdió la razón en 1547. Se lo declaró loco en marzo de 1550 y murió el 18 de abril de 1552.

## Obras
Las notas de Leland han sobrevivido hasta nuestros días y se guardan en la Biblioteca Bodleiana de Oxford. Son una importante fuente primaria no sólo para la historia local y la geografía de Inglaterra, sino para la arqueología, la historia social y la historia económica. Dejó muchos manuscritos. En vida publicó numerosos poemas en latín y griego, así como tratados sobre temas antiguos. Sus manuscritos sirvieron a los trabajos de John Stow, William Lambarde, William Camden, Thomas Burton, William Dugdale y muchos otros anticuarios e historiadores. Polidoro Virgilio, conocido por sus plagios, posee la insolencia de saquear las memorias de Leland y llamarlo "hombre fanfarrón y vanidoso". En 1709 sus colaciones fueron publicadas bajo el título Commentarii de Scriptoribus Brittanicis. En 1710, Thomas Hearne publicó en Oxford The Itinerary of John Leland, Antiquary en nueve volúmenes, y una segunda edición apareció en 1745. Hearne publicó en 1716, igualmente en Oxford, Joannis Lelandi Antiquarii de Rebus Brittanicis Collectanea.

## Lista de sus Escritos

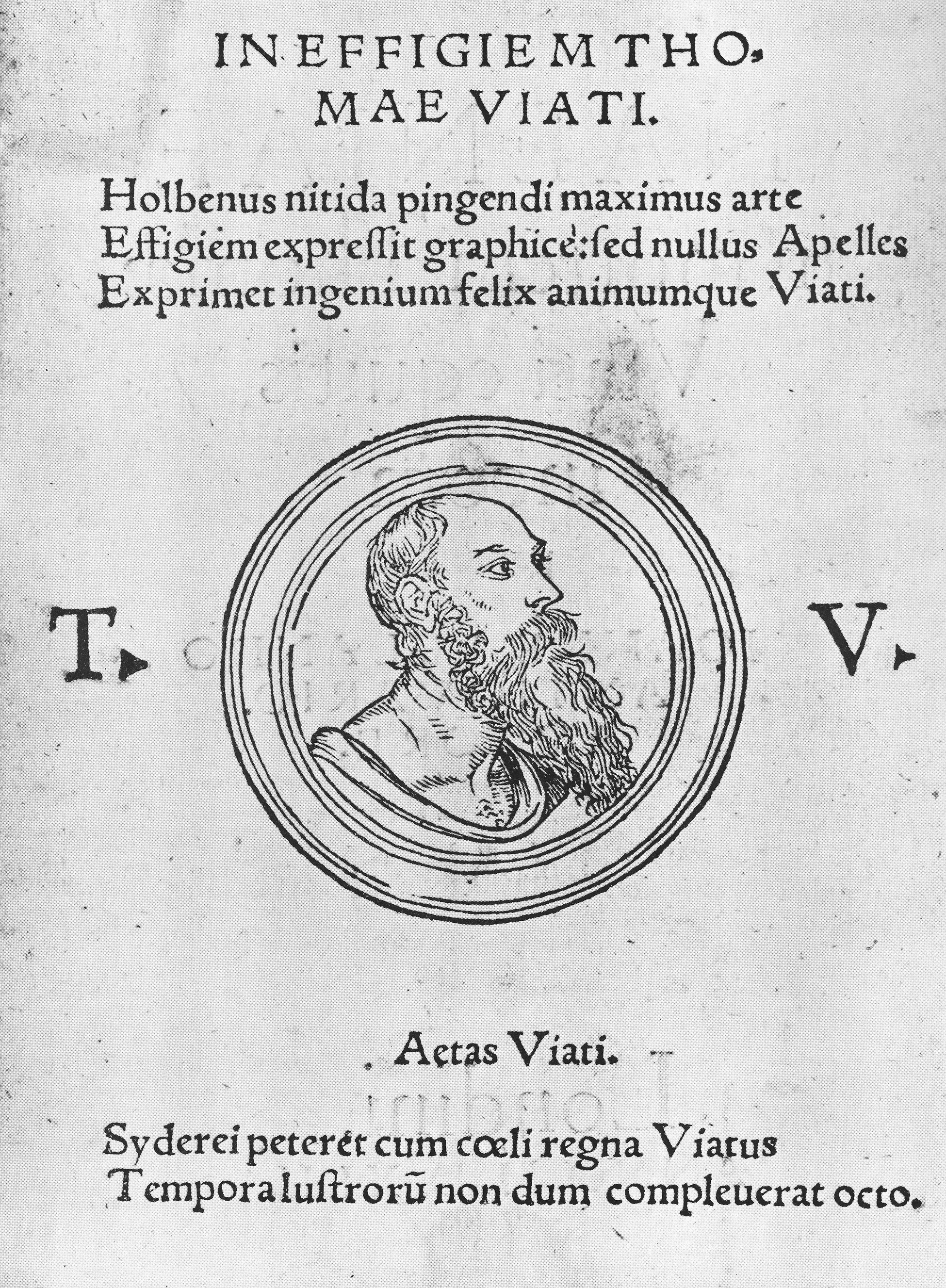
Grabado por Hans Holbein el Joven de la Naenia (1542) de Leland

### Poesía latina
- Naeniae in mortem Thomæ Viati, equitis incomparabilis (1542). Una elegía funeral por el poeta Sir Thomas Wyatt.
- Genethliacon illustrissimi Eaduerdi principis Cambriae (1543). Poema inspirado por el nacimiento del príncipe Eduardo (futuro Eduardo VI de Inglaterra) en 1537. Un comentario en prosa "Syllabus" como apéndice comenta las alusiones topográficas.
- Tres poemas en celebración de las hazañas militares del rey en Francia:
  - Fatum Bononiae Morinorum (1544), sobre el primer Sitio de Bolonia (1544–1546) en 1544.
  - Bononia Gallo-mastix in laudem felicissimi victoris Henrici VIII (1545), también sobre el primer Sitio de Bolonia.
  - Laudatio pacis (1546).
- Naenia in mortem splendidissimi equitis Henrici Duddelegi (1545). Una elegía por el fallecimiento de Sir Henry Dudley.
- Κυκνειον άσμα: Cygnea cantio (1545). Un largo "poema río" que ruega por Enrique VIII a través de la voz de un cisne que navega por el Támesis desde Oxford a Greenwich. Un extenso comentario en prosa elucida las referencias topográficas y otras dificultades.[1]
- Principum, ac illustrium aliquot & eruditorum in Anglia virorum, encomia, trophæa, genethliaca, & epithalamia (1589), ed. Thomas Newton. Generalmente conocido como Encomia, es una colección de más de 250 poemas cortos en honor de contemporáneos de Leland.[2]

### Escritos anticuarios en prosa
Los escritos de Leland en prosa, publicados o inéditos, incluyen:
- Assertio inclytissimi Arturii regis Britanniae (1544). Trata sobre la historicidad del rey Arturo. Fue publicado en traducción inglesa por Richard Robinson como A learned and true assertion of the original, life, actes, and death of the most noble, valiant, and renoumed Prince Arthure, King of great Brittaine (1582).
- Antiphilarchia (completada en 1541, inédita). Un diálogo de tema religioso compuesto en respuesta a Albert Pighius' "Hierarchiæ ecclesiasticæ assertio" (Colonia, 1538). El manuscrito sobrevive en la Biblioteca de la Universidad de Cambridge, MS Ee.5.14.
- El New Year's Gift (ca. 1544). Una carta dirigida a Enrique VIII publicada por John Bale (con comentario agregado) con el título de The Laboryouse Journey (1549).
- De uiris illustribus (escrito ca. 1535-6 y ca. 1543-6). Un diccionario biográfico de famosos autores británicos en orden cronológico. Leland no completó esta obra y el manuscrito se conserva en la Biblioteca Bodleiana de Oxford, MS Top. gen. c.4. Fue publicado con otro título: Commentarii de scriptoribus Britannicis por el anticuario Anthony Hall en 1709; y con más cuidado (y bajo su título original) por James Carley en 2010.
- Antiquitates Britanniae. Es un compendio de extractos de textos clásicos y medievales relativos a Bretaña. Now British Library Cotton, MS Julius C.vi.
- La Collectanea (ahora en la Biblioteca Bodleiana, MSS Top. gen. c.1-3; British Library Add. MS 38132). Se trata de notas, copias y colaciones de su visita a las librerías monásticas, incluyendo bibliografías e inventarios de libros, compilada entre 1533 y 1536. Los tres volúmenes principales fueron donados a la Bodleiana por William Burton. Su primera impresión fue por Thomas Hearne en 1715 (seis vols.)[3] ediciones revisadas aparecieron en 1770 y 1774. El tercer volumen incluye una copia del Glosario de Ælfric de Eynsham.[4]
- Libros de notas Itinerary (ahora en la Bodleian Library, MSS Top. gen. e.8–15; otros fragmentos en la British Library. Las notas topográficas de Leland fueron compiladas entre 1538 y 1543. Del material en la Bodleiana, los primeros siete vols. los donó Burton, y el octavo y final (una compilación de fragmentos sueltos) Charles King, ca. 1693. La edición príncipe fue del anticuario Thomas Hearne entre 1710 y 1712 (2.ª ed. 1744-5); y con más rigor Lucy Toulmin Smith entre 1906 y 1910.